# 山本千夏 (バスケットボール)
山本 千夏（やまもと ちなつ、1991年8月12日 - ）は、千葉県出身の女子バスケットボール選手である。ポジションはスモールフォワード。愛称は「ウィル」。

## 来歴
東京成徳大学中学校・高等学校卒業。篠原恵は中学からの同期。2年次にジュニアオールスターに出場するが、準決勝で渡嘉敷来夢（春日部東）擁する埼玉に阻まれた。高校では篠原とともに1年より全国大会に出場するも、いずれの大会も渡嘉敷擁する桜花学園に阻まれた。
一方、2年次には篠原・渡嘉敷とともにU-18日本代表にも選出され、U-18アジア選手権初優勝に貢献した。
2010年から篠原とともにWリーグ・富士通レッドウェーブ加入。2014年、バスケットボール女子日本代表に選出され、世界選手権に出場。
2020年引退。

## 日本代表歴
- 2008U-18アジア選手権
- 2014年女子バスケットボール世界選手権
- 2015年アジア選手権